# Boletici
Boletici jsou spolu s Doudlebi a Netolici jedním ze tří hypotetických slovanských kmenů z Podunají, jež se měly v raném středověku od 6. do 7. století podílet na osidlování jižních Čech. Společně pak tyto tři kmeny měly položit základ tamnímu slovanskému osídlení, jež se mělo v 10. století během přemyslovské expanze spojením s kmeny Čechů stát předpokladem pro vznik českého státu. 
Centrem osídlení Boleticů v jižních Čechách měla být soustava hradišť okolo dnešních Boletic.

## Historie
Slované na území jižních Čech přicházeli již od druhé poloviny 6. století a především v době druhé vlny osidlování Čech z Panonie v důsledku avarské tyranie. Ačkoliv současná archeologie prokázala, že jižní Čechy byly skutečně osídleny jiným slovanským etnikem z Podunají než zbytek Čech, ohledně názvu tohoto etnika, případně názvů jednotlivých kmenů se vedou dlouhodobě spory.  
Oproti Doudlebům, o nichž se soudobé písemné prameny skromně zmiňují, v současnosti neexistují písemné doklady, které by se zmiňovaly o existenci kmene, jež by se nazýval Boletici. Přítomnost podunajských Slovanů na území takzvaných Boleticů je nicméně prokazatelná s ohledem na nálezy keramiky a existenci slovanských sídlišť a typických mohylových hrobů. Název pro toto slovanské osídlení je tak historiky odvozen od jména Boletic, po vzoru Netoliců okolo Netolic a jihočeských Doudlebů podle Doudleb. 
Pokud kdy existoval kmen Boleticů, předpokládá se, že spolu s kmenem Netoliců postupně splynul s kmenem Doudlebů. Podle Kosmy měly kmeny na území jižních Čech podléhat svrchovanosti rodu Slavníkovců již v 10. století. Nicméně archeologické nálezy prokazují, že na území tří hypotetických jihočeských kmenů vznikala od 10. století knížecí hradiště pod přímou správou Přemyslovců.